# ビスコ (菓子)
ビスコ（英語：Bisco）は、江崎グリコから発売されているビスケット菓子。グリコの看板商品の一つで、キャッチフレーズは「おいしくてつよくなる」。

## 概要
4cm×2cmの長方形のビスケットで乳酸菌入りクリームをサンドしている構造で、ビスケット生地にはハートの中に「ビスコ」という文字が入っている模様がつけられており、両面合わせて14個の空気穴が空けられている。
クリームの中にはスポロ乳酸菌（有胞子性乳酸菌、学名 Bacillus coagulans）が入っており、その数は一袋（5枚）当たり1億個とされる。大腸内視鏡検査前日に食べる検査食「エニマクリン」（グリコ製）にも、間食用として20g袋入りが入っている。

## 歴史
1933年、創業者の江崎利一が胃腸の働きを活発にする酵母に着目し、当時としては画期的な酵母入りビスケットとして発売された。商品名は酵母入りビスケットの略称「コービス」に由来する。また社名の「グリコ」と語呂がよく、末広がりの8画で縁起が良いというのもあった。
1934年（昭和9年）9月21日、近畿地方に大きな被害をもたらした室戸台風の被災者に格安でビスコを販売したことが大ヒットの契機となった。
第二次世界大戦中では製造中止を余儀なくされ、戦後は1951年（昭和26年）に発売が再開された。
1979年には生地を現在と同じ成分のものに変更されるなど、大幅な製品リニューアルが加えられた。
2007年8月、防災対策用に長期保存できる「ビスコ保存缶」を発売した。2010年、宇宙飛行士の山崎直子と共に宇宙空間に浮かぶビスコ保存缶の写真がNASAのホームページで掲載され、大きな話題となった。
2012年2月、発売80年目で過去最高売上を記録した。
2020年10月1日、「ビスコ」を15年ぶりにリニューアルすると発表した。「ビスコ史上最大のクリーム量」（同社）で、子どもの人気獲得を狙う。クリーム量は従来比25%増量した。

## 商品展開

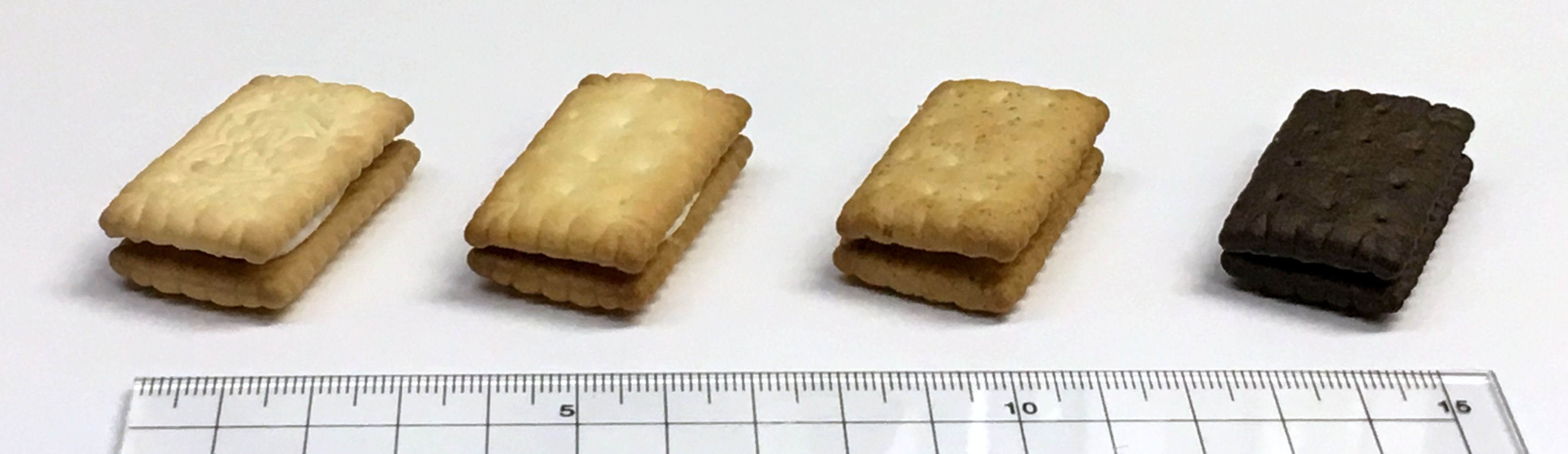
左から、クリームサンドビスケット、発酵バター仕立て、小麦胚芽入り香ばしアーモンド、焼きショコラ

### 味のバリエーション
出典:
- クリームサンドビスケット（1933年〜）
- 小麦胚芽入り香ばしアーモンド（2002年〜）
- 発酵バター仕立て（2015年〜）
- 焼きショコラ（2018年〜）
- いちご（アソートパック、ミニパックのみ）
- カフェオレ（アソートパック、ミニパックのみ）

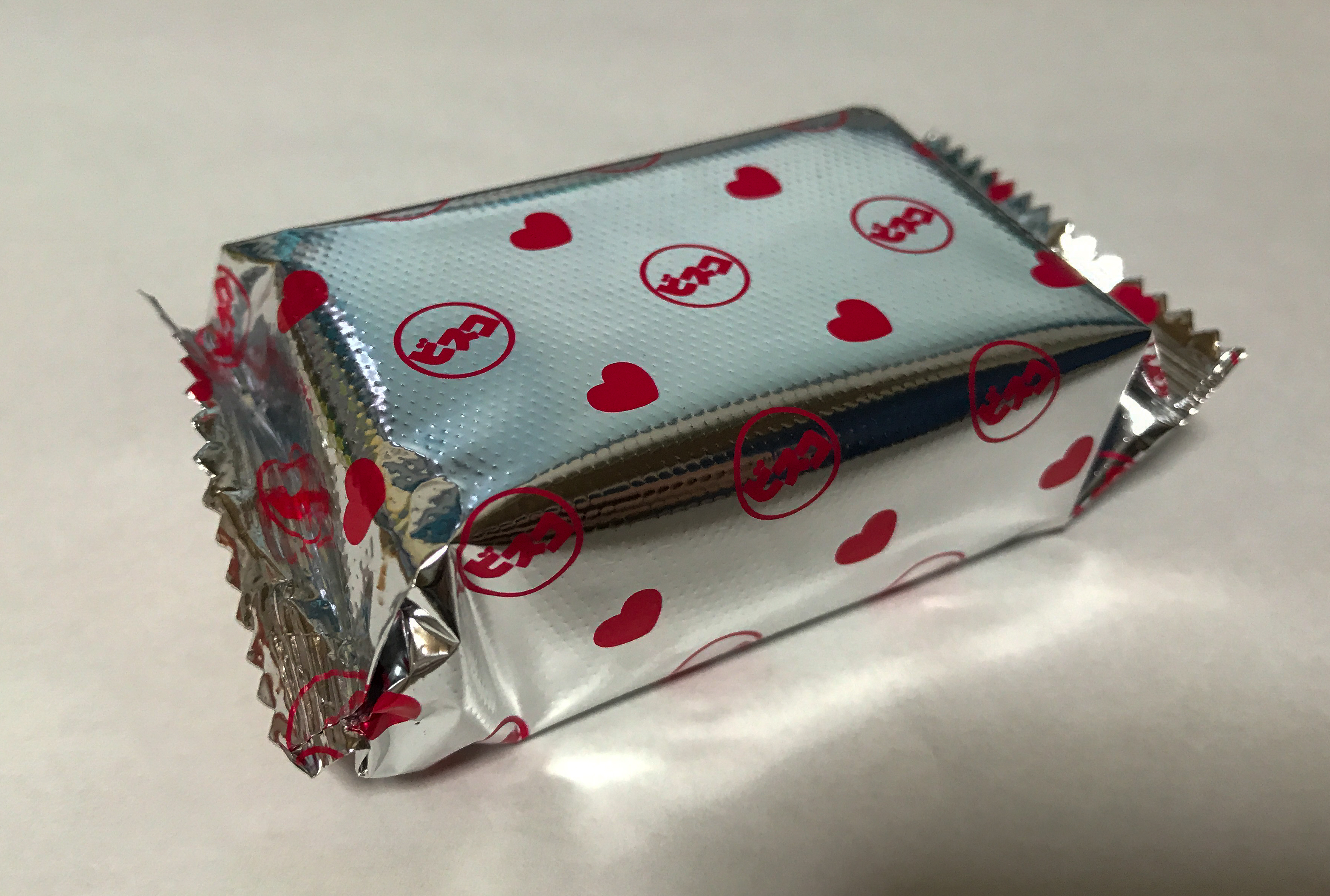
箱型に用いられている5枚入りの包装パッケージ

- バニラ（アソートパックのみ）

### 形態のバリエーション
出典:
- 通常の箱型（5枚×3パック）  - クリームサンドビスケット、小麦胚芽入り香ばしアーモンド、発酵バター仕立て、焼きショコラ
- 大箱タイプ（2枚×12パック）  - クリームサンドビスケット、小麦胚芽入り香ばしアーモンド
- アソートパック - クリームサンドビスケットといちご（2枚×24パック）、バニラとカフェオレ（2枚×22パック）
- ミニパック（5枚入り）の袋を単品で販売。 - クリームサンドビスケット、小麦胚芽入り香ばしアーモンド、いちご、カフェオレ
- 保存缶入り（5枚×6パック） - 通常商品とは異なり賞味期限が5年の災害時用の保存食。クリームサンドビスケットのみ。

### 発売終了した商品
- 抹茶ミルク（2011年2月〜2012年2月）
- ブルーベリーヨーグルト（2011年6月〜2011年10月）
- チョコみるく（2011年10月〜2012年2月）

## ビスコ坊や
初期の販売から現在に至るまでパッケージに「ビスコ坊や」なる少年のイラストが描かれており、時代とともにデザインを変更している。「坊や」の名の通り、男の子であり、決まった名前は付けられていないがモデルは存在しない。

### ビスコ坊やデザインの変遷
- 初代 - 1933年〜
- 2代目 - 1951年〜
- 3代目 - 1956年〜
- 4代目 - 1982年〜
- 5代目 - 2005年〜現在

## 原材料
- 小麦粉、砂糖、ショートニング、乳糖、ミルクシーズニング、加糖練乳、マーガリン、食塩、でん粉、乳酸菌（有胞子性乳酸菌）
- 炭酸Ca（炭酸カルシウム）、膨張剤、乳化剤、香料、調味料（アミノ酸等）、V.B1、V.B2、V.D （原材料の一部に大豆を含む）

## コラボレーション商品
- お菓子なパズル グリコビスコ - ハナヤマから発売。パッケージを模したパズル。